# 인천논현초등학교
인천논현초등학교는 대한민국 인천광역시 남동구에 있는 공립 초등학교이다.

## 학교 연혁
- 1941년 5월 19일 인천논현공립국민학교 개교(논현동 411-53)(설립인가 4월 30일)
- 1996년 3월 1일 인천논현초등학교로 개칭
- 2004년 2월 1일 폐교
- 2007년 9월 1일 인천논현초등학교 재개교
- 2008년 11월 17일 학교도서관 글빛마루 개관
- 2009년 8월 4일 역사관 조성

## 참고 자료
- 인천논현초등학교 - 한국교육학술정보원 학교알리미